# 예천 청룡사 석조여래좌상
예천 청룡사 석조여래좌상(醴泉 靑龍寺 石造如來坐像)은 대한민국 경상북도 예천군에 있는 통일신라의 불상이다.
1965년 7월 16일 대한민국의 보물 제424호 예천 청룡사 석조여래좌상(醴泉 靑龍寺 石造如來坐像)으로 지정되었다가, 2010년 8월 25일 현재의 명칭으로 변경되었다.

## 개요
경상북도 예천군 용문면의 청룡사에 모셔져 있는 통일신라시대의 불상으로 《예천 청룡사 석조비로자나불좌상》(보물 제425호)과 나란히 법당 안에 모셔져 있다.
머리에는 작은 소라 모양의 머리칼을 붙여 놓았으며 그 위로 크고 나지막한 상투 모양의 머리(육계)가 표현되어 있다. 타원형의 얼굴에는 눈·코·입이 섬세하고 작게 새겨져 있으며 짧은 귀와 뚜렷한 목주름 또한 인상적이다. 어깨는 좁은 편이며 손과 발이 섬약하고 체구 또한 몹시 약화되어 긴장감이 빠진 듯하다. 양 어깨를 감싸고 입은 옷에는 평행한 주름이 나타나고 가슴에는 띠매듭이 있는데, 이러한 형식은 통일신라 불상들에서 공통적으로 나타나는 특징이다.
부처의 몸에서 나오는 빛을 형상화한 광배(光背)는 끝이 뾰족한 타원형을 하고 있다. 머리광배와 몸광배는 2줄의 선으로 표현하였는데, 머리광배의 중심에는 연꽃무늬가 새겨져 있다. 몸광배에는 상상의 꽃이라는 보상화 무늬가 새겨져 있으며, 몸광배의 주변에는 불꽃무늬가 조각되어 있다. 불상이 앉아있는 대좌(臺座)는 8각형인데 아래 부분에는 엎어진 모양의 연꽃무늬가, 윗부분에는 활짝 핀 모양의 연꽃무늬가 표현되어 있다.
긴장감이 줄어든 부드러운 신체 표현, 대좌와 광배의 형식 등에서 볼 때 고려시대 조각으로 넘어가기 전인 통일신라 후기에 만들어진 작품임을 알 수 있다.

## 같이 보기
- 청룡사
- 예천 청룡사 석조비로자나불좌상(보물 제425호)

## 참고 자료
- 예천 청룡사 석조여래좌상 - 국가유산청 국가유산포털